# Nick Celis
Nick Celis, född 24 november 1988, är en belgisk basketspelare. 
Celis deltog vid olympiska sommarspelen 2020 och var en del av Belgiens lag som slutade på fjärde plats i tremannabasket.